# Časová osa války Izraele s Hamásem 2023 (libanonská hranice)
Toto je časová osa konfliktu mezi Izraelem a islamistickou organizací Hizballáh sídlící v Libanonu za období roku 2023. Konflikt je součástí války Hamásu s Izraelem.

### Říjen

#### Neděle 8. října
Minometný útok na izraelské jednotky byl proveden příslušníky Hizballáhu z libanonského území, na to Izrael reagoval dělostřeleckou palbou a útokem dronů. Hizballáh uvedl, že zaútočil ze solidarity s Hamásem.

#### Pondělí 9. října
Skupina ozbrojenců překročila překročila libanonské hranice nedaleko kibucu Adamit. IOS byla zatlačena zpět do Libanonu, v bojích zahynulo několik ozbrojenců a tři vojáci IOS. K útoku se přihlásila militantní skupina Palestinský islámský džihád, Hizballáh se od něj distancoval.

#### Středa 18. října
Izrael opět provedl ostřelování pozic ozbrojenců z Hizballáhu na jihu Libanonu v reakci na útoky tohoto radikálního šíitského hnutí. Za posledních 24 hodin bylo na Izrael vystřeleno nejméně sedm raket z Libanonu, přičemž nebyly zveřejněny informace o případných zraněních.

#### Čtvrtek 19. října
Hizballáh v noci zaútočil raketami na izraelskou vesnici Kfar Roš. IOS odpověděly ostřelováním odpaliště Hizballáhu v jižním Libanonu.

#### Pátek 20. října
Další letecké útoky izraelského letectva byly vedeny proti infrastruktuře Hizballáhu, mimo jiné bylo zasaženo odpaliště raket připravené ke střelbě. Po poledni zaútočili ozbrojenci Hizballáhu na izraelskou pohraniční mošav Margalijot. Během odpoledne se útoky Hizballáhu zintenzivnili. IOS odpověděly dělostřeleckou palbou proti cílům v Libanonu. Do bojů se zapojilo i izraelské letectvo.

#### Sobota 21. října
Na izraelsko-libanonské hranici pokračují přestřelky mezi IOS a příslušníky Hizballáhu.

#### Neděle 22. října
IOS provedly 4 útoky na cíle Hizballáhu v Libanonu. Dalších 14 komunit bylo evakuováno z oblasti izraelsko-libanonské hranice. Hizballáh přiznal, že při izraelských útocích zahynulo 6 jeho bojovníků, čímž ztráty Hizballáhu stouply na 19.

#### Středa 25. října
Podle televize Al Manar provozované Hizballáhem příslušníci Hizballáhu vypálily proti pozicím izraelské armády protitankovou střelu, která zasáhla izraelský tank. V odpovědi na tento útok izraelská letadla bombardovala areál a pozorovací stanici patřící Hizballáhu.

### Listopad

#### Čtvrtek 2. listopadu
Během dne provedli příslušníci Hizballáhu 28 útoků na izraelské území. Cílem byly izraelská kasárna v oblasti Farem Šibáa. Rozsah útoků je spojován s plánovaným projevem generálního tajemníka Hizballáhu Hasana Nasralláha 3. listopadu. Během projevu se očekává prohlášení o další eskalaci boje proti Izraeli. Írán upozornil syrského prezidenta Bašára Asada, že syrské území hodlá využít jako další frontu, pokud dojde k rozšíření konfliktu.

#### Sobota 4. listopadu
Příslušníci Hizballáhu zintenzivnili útoky na izraelské pozice na izraelsko-libanonské hranici. Podle vlastního tvrzení provedli 8 útoků na izraelské vojenské body včetně údajného vypuštění rakety Burkan s doletem 5 km. Odpáleny byly nálože podél izraelsko-libanonské hraniční zdi.

#### Úterý 7. listopadu
Neznámí útočníci provedli prostřednictvím protitankových raket a ručních zbraní 5 útoků na cíle v Izraeli. IOS odpověděly dělostřeleckou palbou na zdroje útoků.
Z jižního Libanonu byla vypálena salva asi 20 raket směrem k oblasti Galileje a ke Golanským výšinám. Část raket sestřelila izraelská protivzdušná obrana, další dopadly na otevřená prostranství. IOS odpověděly dělostřeleckou palbou směrem k odpališti.